# Vlag van Chihuahua (stad)

Vlag van Chihuahua-Stad (ratio 4:7)

De vlag van Chihuahua is een vlag verdeeld in acht gouden kwadranten en acht witte kwadranten, en centraal op de vlag toont het stadswapen van Chihuahua. De vlag heeft de hoogte-breedteverhouding net als die van de Mexicaanse vlag 4:7 is.
In oktober 2005 stelde het stadsbestuur van Chihuahua een wedstrijd voor om de vlag van de gemeente te ontwerpen. Tijdens een buitengewone gemeenteraadsvergadering op 12 oktober 2006 werd het voorstel van Bonifacio Martínez García aangewezen als winnaar van de wedstrijd. Een gedenkplaat ter ere van de maker van de vlag werd onthuld in het Instituto de Cultura van de gemeente.
De vlag wordt officieel gebruikt bij ceremoniële handelingen van de gemeenteraad van de gemeente Chihuahua, het is het officiële vaandel van de autoriteiten van de gemeente zoals de burgemeester en de leden van de eervolle gemeenteraad. Deze vlag wordt ook officieel gebruikt bij burgerlijke, rouw-, sport- en culturele evenementen die de gemeente of de hoofdstad vertegenwoordigen.